# El vergonzoso en palacio
El vergonzoso en palacio es una obra de teatro del dramaturgo español del siglo XVII Tirso de Molina. Es una comedia perteneciente al subgénero de la comedia palatina, propio del teatro barroco español. No hay unanimidad acerca del momento en que fue compuesta: algunos críticos, como Everett Hesse la creen de hacia 1606. Otros, como Blanca de los Ríos, la datan entre 1611 y 1612. Se publicó por primera vez en la obra miscelánea Los cigarrales de Toledo, publicada en Barcelona en 1624.

## Argumento

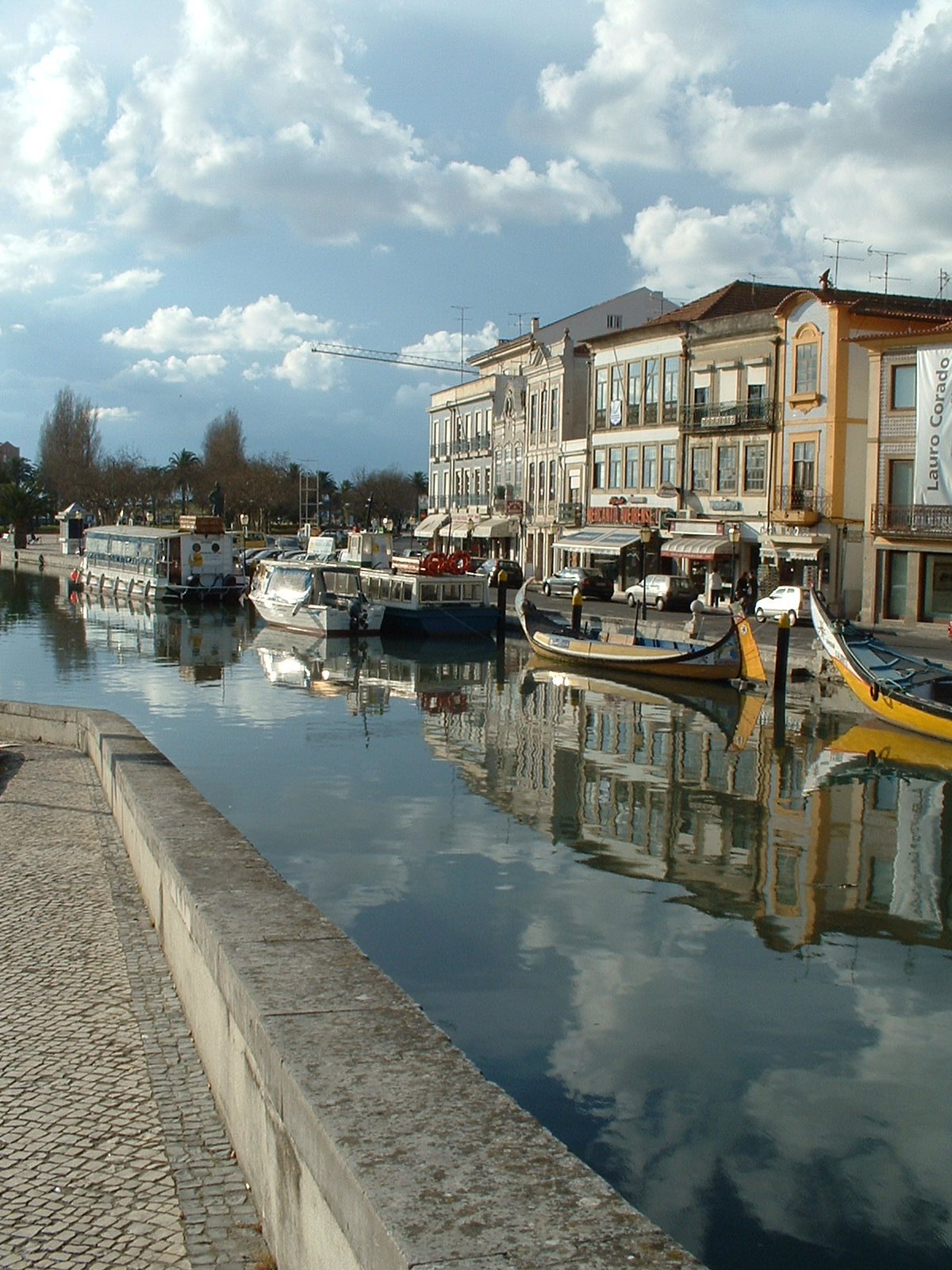
Imagen de la ciudad portuguesa de Aveiro, donde transcurre la acción de El vergonzoso en palacio. La localización espacial en un lugar poco conocido, para el público, es una de las características del género de la comedia palatina. Este lugar está siempre fuera de España. La intencionalidad de apelar a este recurso es tratar ciertos temas sociales sin riesgo de que las obras fueran por ello censuradas.

### Acto primero
Mireno, un joven portugués hijo de un pequeño propietario ganadero, que siente la ambición de ascender socialmente, está convencido de que su humilde origen no se corresponde con sus altos pensamientos. Por ello, abandona la casa de su padre, Lauro, y marcha hacia la ciudad de Avero, junto con Tarso, uno de los criados de su padre. En el camino se encuentra con Ruy Lorenzo, secretario del duque de Avero, y su lacayo, Vasco. Ruy está huyendo de Avero, debido a que ha sido descubierto su ardid para asesinar al Conde de Estremoz, como venganza por haber este deshonrado a su hermana. Mireno y Tarso intercambian sus ropas con Ruy y Vasco para ayudarles en su huida. Al momento Mireno y Tarso son descubiertos por unos campesinos que buscaban a los huidos y, a causa de los vestidos, son apresados y conducidos al palacio del duque de Avero. Allí se resuelve la confusión, pero Mireno es igualmente encarcelado. Madalena, la hija del Duque y prometida del duque de Vasconcelos, empieza a enamorarse de Mireno. Mientras tanto, Antonio, conde de Penela, ha llegado al palacio, de camino hacia Castilla, con el objetivo de conocer a las hijas del Duque, Madalena y Serafina, cuya belleza es célebre en todo Portugal, y se ha enamorado de Serafina, prometida del Conde de Estremoz....

### Acto segundo
Madalena consigue que su padre deje en libertad a Mireno y su criado y, para retenerlo a su lado, le propone que pida al Duque el cargo de secretario que ha quedado vacante tras la huida de Ruy. Por su parte, Antonio, con el fin de quedarse en palacio cerca de Serafina sin desvelar su identidad, pide al Duque el mismo puesto de secretario, adelantándose a Mireno, y lo consigue. El Duque, para satisfacer la petición de Madalena, le concede que Mireno sea el secretario particular de ella, con el objetivo de que le enseñe a redactar cartas para su prometido el duque de Vasconcelos. Mireno empieza a darse cuenta de que Madalena le da muestras de amor, pero la conciencia de su baja posición social le impide reaccionar -y de aquí el título de la obra. Antonio, con la complicidad de Juana, aprovecha un ensayo que Serafina hace en el jardín de una comedia que quiere representar para alegrar a su hermana Madalena, que está melancólica, para esconderse tras unos matorrales, acompañado de un pintor al que encarga que haga un retrato de Serafina. En un juego metaliterario de teatro dentro del teatro, Serafina ensaya un papel masculino, vestida de varón, y así es como el pintor la retrata. El acto acaba con una conversación entre Madalena y Mireno, durante la cual ella tropieza y pide la mano de Mireno para sostenerse -este motivo es típico de la comedia barroca española y supone, por un lado, el contacto físico de los protagonistas y, por el otro, un valor simbólico de la caída de la dama respecto de la moral social de la época.

### Acto tercero

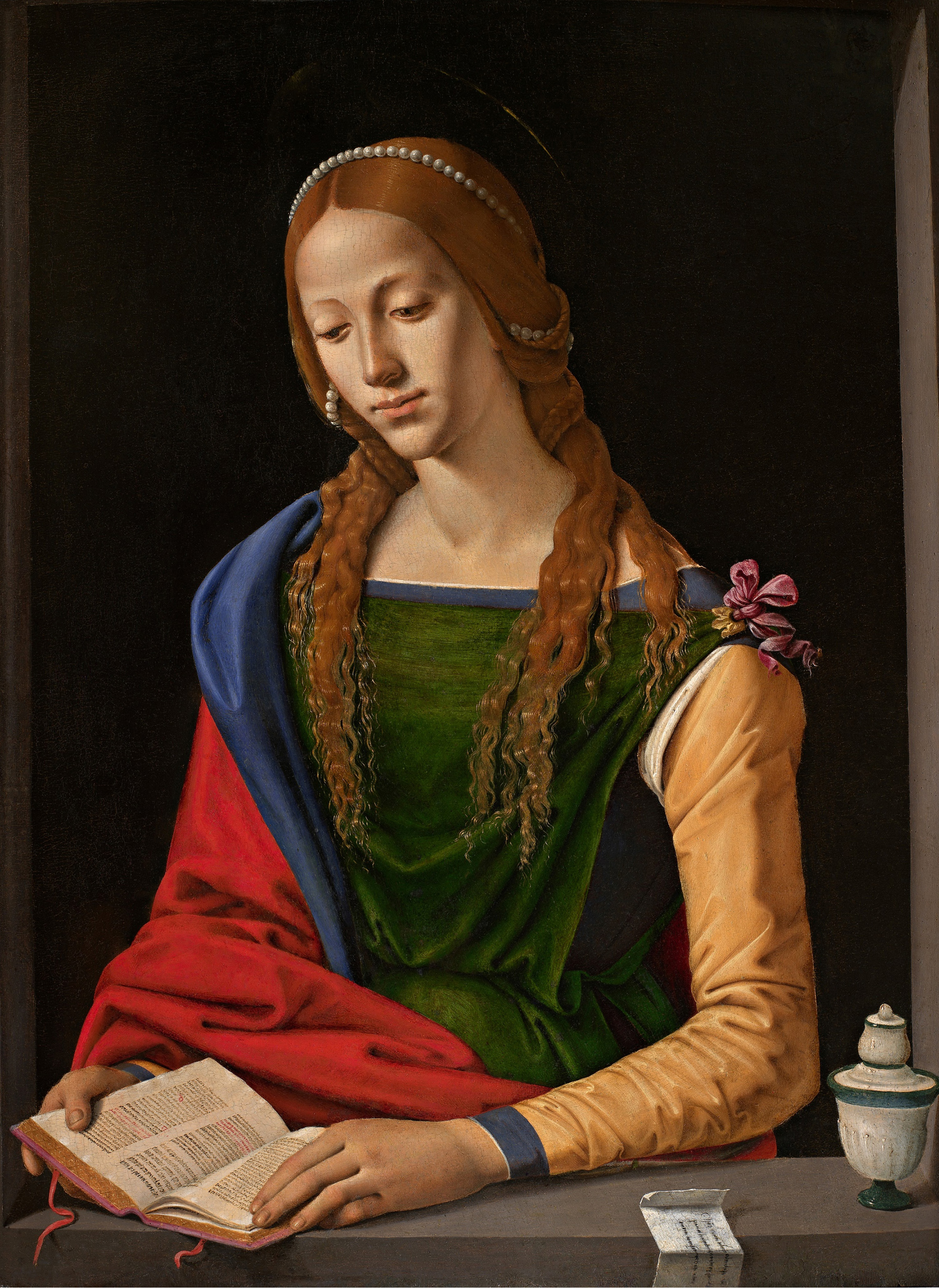
María Magdalena, de Piero di Cosimo. El nombre del personaje de Madalena tiene un papel en la caracterización del personaje.

Lauro, el padre de Mireno, cuenta a Ruy Lorenzo su historia: Lauro, cuyo verdadero nombre es don Pedro de Coímbra, era hermano del anterior rey de Portugal y, a la muerte de este, fue corregente del reino junto con la reina viuda, durante la minoría de edad del heredero. Una vez subido el duque de Avero al trono, las intrigas de un cortesano le hicieron caer en desgracia ante el rey, quien lo condenó a muerte. Logró escapar de su prisión y se refugió en el campo, disfrazado de pastor, junto con su hijo, a quien ocultó su verdadero origen. Mientras tanto, en el palacio, Mireno sigue sin atreverse a corresponder a las muestras de amor de Madalena, por vergüenza. Ella, tratando de incitarle, lo llama a su cámara y allí finge estar dormida. Creyendo Mireno que Madalena duerme, esta finge hablar en sueños y sostiene una conversación consigo misma en que interpreta el papel de Mireno hablando con ella, en que Mireno le confiesa su amor y ella lo recibe gustosa. A continuación simula despertar, pero cuando Mireno, animado por lo que ha oído, se decide a confesarle que él también la ama, ella lo rechaza diciéndole que los sueños son solo sueños. Por su parte, Antonio se ha decidido a confesar a Serafina su amor, pero ella lo rechaza airada. Él, despechado, se marcha tras lanzar al suelo el retrato que el pintor había hecho de Serafina vestida de varón. Ella lo recoge y, sin darse cuenta de que ella misma es la retratada, se enamora de ese que ella cree hombre. Serafina pregunta a Juana por el retrato y esta, aun sabiendo la verdad, para que no fuera descubierta su complicidad en la entrada furtiva de Antonio en el jardín, dice no saber nada y promete preguntarle a Antonio. Este vuelve a presencia de Serafina y miente diciendo que en realidad él no está enamorado de ella, sino que actúa como emisario del verdadero enamorado de Serafina, el caballero del retrato, llamado, según él, Don Dionís, caballero caído en desgracia -y añade una historia idéntica a de Mireno y Lauro, a pesar de no conocer esta. Serafina le pide que le facilite un encuentro con este supuesto caballero de quien se ha enamorado y Antonio le promete que lo llevará al jardín para que ella pueda hablarle desde el balcón. Mientras, Madalena ha vuelto a alentar las esperanzas de Mireno y le dicta una carta en que lo cita en el jardín esa noche. Antonio acude al jardín y, haciéndose pasar por el imaginario Don Dionís, habla con Serafina, que está asomada a su balcón, y acaba entrando en su aposento. Al poco llega Mireno y Madalena lo invita igualmente a entrar en su estancia. Mientras tanto, habiendo sabido Lauro que su hijo ha entrado como secretario en el palacio del duque de Avero, decide ir a la ciudad para ver a Mireno, acompañado por Ruy. Una vez en Avero, en las cercanías del palacio, Lauro y Ruy oyen un bando en que el Rey concede su perdón a don Pedro de Coímbra (la verdadera identidad de Lauro). Este se presenta ante el duque de Coímbra, quien lo acoge gozosamente. En ese momento sale a escena Madalena, quien para evitar la boda con el duque de Vasconcelos confiesa que ha pasado la noche con su secretario. Su padre monta en cólera pero al oír el nombre de Mireno, Lauro/Don Pedro aclara que se trata de su hijo, por lo que, al ser ambos de sangre noble, el duque de Avero acepta que Madalena y Mireno/Don Dionís se casen. A su vez, Serafina declara que no es posible que su hermana haya estado con don Dionís, pues ella misma ha pasado la noche con él. Antonio confiesa que se trató de un engaño y que es él quien ha estado con ella. El duque de Avero ordena matarlo pero Juana anuncia que en realidad se trata del duque de Penela, por lo que el duque de Avero consiente el matrimonio. Así, la pieza acaba con un «final feliz» con matrimonio entre las parejas protagonistas.

## El vergonzoso en palaciocomo comedia palatina
El vergonzoso en palacio se suele clasificar, dentro de la tipología de géneros y subgéneros teatrales del barroco español, como comedia palatina. Dos de las características que la situarían dentro de este subgénero serían la lejanía temporal -la acción se sitúa hacia 1400- y geográfica de la acción, a diferencia de lo que ocurre en el otro gran género cómico barroco, la comedia de capa y espada, que se sitúa en el presente del espectador y en los lugares conocidos por él -generalmente Madrid, Sevilla o Valencia.
Por otra parte, El vergonzoso desarrolla uno de los temas favoritos de este tipo de comedias de ambiente palatino: el del plebeyo que siente ansias de ascenso social y que finalmente descubre que es de origen noble. A este motivo subyace la idea, propia de la mentalidad aristocrática, de que solo las personas de origen noble reúnen las características que muestran los protagonistas de estas obras (belleza, nobleza de espíritu, orgullo, ansia de honor), por lo que, si un plebeyo las tiene, es porque en realidad, como se descubrirá al final, es aristócrata[cita requerida].
Algunos críticos, como Ángel Valbuena Prat o Juan Luis Alborg, calificaron El vergonzoso como comedia de carácter, basándose en la supuesta profundidad de la caracterización psicológica de los personajes protagonistas, considerada tradicionalmente como uno de los rasgos distintivos de Tirso de Molina. Otros, como Ignacio Arellano, lo consideran incorrecto, por creer que los rasgos del género de comedia palatina predominan sobre esa supuesta profundidad psicológica.

## El vergonzoso en palacioy la música de su estreno
Tirso de Molina da detalles de la música que se interpretó en el estreno de El vergonzoso. Así, en Los cigarrales de Toledo indica que salieron a escena seis intérpretes con instrumentos, cuatro músicos y dos mujeres. La música que sonó en aquella ocasión fue compuesta por los importantes músicos cortesanos Juan Blas de Castro, Álvaro de los Ríos y Pedro González.

## Esquema métrico

### Acto primero
| Versos   | Estrofa               | N.º de versos |
| -------- | --------------------- | ------------- |
| 1-182    | Octavas reales        | 182           |
| 183-426  | Redondillas           | 244           |
| 427-559  | Endecasílabos sueltos | 133           |
| 560-659  | Redondillas           | 100           |
| 660-673  | Soneto                | 14            |
| 674-793  | Redondillas           | 120           |
| 794-883  | Quintillas            | 90            |
| 884-1123 | Redondillas           | 240           |
| Total    |                       | 1123          |

### Acto segundo
| Versos    | Estrofa                | N.º de versos |
| --------- | ---------------------- | ------------- |
| 1-120     | Décimas                | 120           |
| 121-248   | Redondillas            | 128           |
| 249-298   | Décimas                | 50            |
| 299-351   | Redondillas            | 53            |
| 352-415   | Octavas reales         | 64            |
| 416-514   | Endecasílabos sueltos  | 99            |
| 515-626   | Redondillas            | 112           |
| 627-646   | Décimas                | 20            |
| 647-954   | Redondillas            | 308           |
| 955-1034  | Romance en e-o         | 80            |
| 1035-1036 | Endecasílabos pareados | 2             |
| 1037-1072 | Romance en e-o         | 36            |
| 1073-1074 | Endecasílabos pareados | 2             |
| 1075-1154 | Redondillas            | 80            |
| 1155-1184 | Quintillas             | 30            |
| Total     |                        | 1184          |

### Acto tercero
| Versos    | Estrofa               | N.º de versos |
| --------- | --------------------- | ------------- |
| 1-20      | Quintillas            | 20            |
| 21-24     | Redondillas           | 4             |
| 25-49     | Quintillas            | 25            |
| 50-53     | Redondillas           | 4             |
| 54-78     | Quintillas            | 25            |
| 79-284    | Romance en e-a        | 206           |
| 285-720   | Redondillas           | 436           |
| 721-761   | Endecasílabos sueltos | 41            |
| 762-797   | Sextetos-liras        | 36            |
| 798-945   | Redondillas           | 148           |
| 946-1041  | Romance en i-a        | 96            |
| 1042-1373 | Redondillas           | 332           |
| 1374-1435 | Romance en a-o        | 62            |
| 1436-1458 | Endecasílabos sueltos | 23            |
| 1459      | Tetrasílabo suelto    | 1             |
| 1460-1660 | Romance en a-o        | 201           |
| Total     |                       | 1660          |

### Resumen
| Estrofa               | N.º de versos | Porcentaje |
| --------------------- | ------------- | ---------- |
| Redondillas           | 2309          | 58,2%      |
| Romance               | 681           | 17,16%     |
| Endecasílabos sueltos | 300           | 7,56%      |
| Octavas reales        | 246           | 6,20%      |
| Quintillas            | 190           | 4,79%      |
| Décimas               | 190           | 4,79%      |
| Sextetos-liras        | 36            | 0,91%      |
| Soneto                | 14            | 0,35%      |
| Tetrasílabo suelto    | 1             | 0,02%      |
| Total                 | 3967          |            |

## Ediciones

### Ediciones antiguas
- Barcelona, 1624, dentro de Los cigarrales de Toledo.
- Madrid, 1630, en la imprenta de la viuda de Luis Sánchez, a costa del librero Alonso Pérez, también dentro de Los cigarrales de Toledo.
- Madrid, sin año, a costa de Teresa de Guzmán.
- Madrid, 1817, imprenta de Fuentenebro.
- Madrid, 1826, imprenta de Ortega y compañía, dentro de Comedias escogidas del maestro Tirso de Molina, vol. I.
- Madrid, 1839, edición de Juan Eugenio Hartzenbusch, dentro de Teatro escogido de Fray Gabriel Téllez conocido por el nombre de El Maestro Tirso de Molina.

### Ediciones delsigloXX
- Madrid, 1906, edición de Emilio Cotarelo, en Comedias de Tirso de Molina.
- Madrid, 1910, junto con El burlador de Sevilla.
- Madrid, 1916, en Biblioteca Universal.
- Madrid, 1954, Colección Austral.
- Zaragoza, 1967, edición de Francisco Tolsada, Biblioteca Clásica Ebro.
- Madrid, 1971, edición de Francisco Ayala, Editorial Castalia.

## Representaciones
La obra ha sido llevada a escena en varias ocasiones, pudiendo mencionarse en los siglos XIX, XX y XXI las siguientes:
- Teatro Español, Madrid, 1894.[6]
  - Intérpretes: María Guerrero, Fernando Díaz de Mendoza.

- Teatro Juan Bravo, Segovia, 1919.
  - Intérpretes: Carmen Cobeña, Alfonso Muñoz.

- Teatro María Guerrero, Madrid, 1948.[7]
  - Dirección: Luis Escobar.
  - Intérpretes: Luis Prendes, Elvira Noriega, Salvador Soler Marí, Cándida Losada, Mercedes Albert.

- Festival de Teatro Clásico de Almagro, 1989.[8]
  - Dirección: Adolfo Marsillach.
  - Adaptación: Francisco Ayala.
  - Intérpretes: Aitana Sánchez-Gijón, Fernando Guillén Cuervo, Adriana Ozores, Juan Gea, Jesús Bonilla, María Elías.

- Compañía Nacional de Teatro Clásico en el Teatro de la Comedia, Madrid, 2020.[9]
  - Dirección: Natalia Menéndez.
  - Adaptación: Yolanda Pallín.
  - Intérpretes: José Luis Alcobendas, Pablo Béjar, María Besant, César Camino, Javier Carramiñana, Bernabé Fernández, Lara Grube,Fermí Herrero, Juanma Lara,  Carlos Lorenzo, Anna Moliner, Alejandro Saá, Raúl Sanz, Nieves Soria.